# Alexandra Leitão
Alexandra Ludomila Ribeiro Fernandes Leitão (née le 8 avril 1973) est une juriste et professeur de droit portugaise.

## Biographie
Leitão est née le 8 avril 1973. Elle est secrétaire d'État adjointe à l'Éducation dans le deuxième gouvernement Costa et ministre de la Modernisation de l'État et de l'Administration publique dans le troisième gouvernement Costa.
Elle est diplômée en droit de la Faculté de droit de l'Université de Lisbonne en 1995, obtient une maîtrise en sciences juridiques et politiques de la même faculté en 2001 et un doctorat en 2011. Elle travaille comme assistante à la Faculté de Droit de l'Université de Lisbonne entre 1996 et 2011 et comme professeure adjointe depuis 2011.
Elle rejoint le Parti socialiste en 1995, après avoir été active au sein des Jeunesses socialistes depuis 1991.
Entre 1997 et 1999, elle est assistante du Cabinet du Secrétaire d'État à la Présidence du Conseil des Ministres du XIIIe Gouvernement Constitutionnel du Portugal. Elle travaille comme consultante au Centre juridique de la Présidence du Conseil des ministres (CEJUR) entre 1999 et 2009, puis en 2011, devenant directrice adjointe du CEJUR entre 2009 et 2011. Elle est également membre du Conseil consultatif du Procureur général de la République entre 2011 et 2015.